# Agostino Fapanni
Agostino Fapanni (Albaredo, 25 agosto 1778 – Martellago, 15 giugno 1861) è stato un agronomo e storico italiano.

## Biografia
Nato da Francesco Maria, causidico bresciano, e Augusta Tosetti, compì gli studi classici presso il collegio di Castelfranco. Iscrittosi alla facoltà di giurisprudenza all'Università di Padova, fu costretto a ritirarsi visti gli sconvolgimenti seguiti alla caduta della Serenissima (1797). Stabilitosi a Martellago presso la villa di famiglia, continuò l'apprendimento da autodidatta. La sua grande erudizione gli permise di entrare nell'Accademia Agraria di Treviso; qualche anno dopo riusciva a laurearsi e svolse l'attività di avvocato presso Mestre. Divenne in seguito notaio.
Come il figlio Francesco Scipione, ha lasciato molti scritti di agronomia e storia incentrati sulla realtà locale. Tra l'altro, compilava periodicamente degli almanacchi, sempre di tema rurale, in cui raccoglieva proverbi e conoscenze del mondo contadino.
Si distinse anche come filantropo, essendo particolarmente attivo presso la parrocchia locale e dirigendo alcuni istituti pii.
Morì  a Martellago il 15 giugno 1861.

## Fonti
- L. Paolo Fario, Attorno al Cavaliere dr. Agostino Fapanni (testo  (PDF))